# Травис Скот
Жак Бермън Уебстър II (на английски: Jacques Bermon Webster II), по-известен като Травис Скот (на английски: Travis Scott) или Travi$ Scott, е американски рапър, трап и арендби изпълнител, композитор и музикален продуцент.

## Биография
Жак Уебстър е роден на 30 април 1991 г. в Мисури, предградие на Хюстън. Живее с баба си, докато майка му работи в Епъл, а баща му има собствен бизнес. Учи в Тексаския университет в Остин и Тексаския университет в Сан Антонио.
През 2012 г. Скот сключва двоен договор със звукозаписните компании Epic Records и GOOD Music. През пролетта на 2013 г. Травис издава дебютния си микстейп Owl Pharaoh. На следващата година е издаден Days Before Rodeo. През есента на 2015 г. е издаден дебютният студиен албум на Травис Скот, наречен Rodeo. По-късно албумът е удостоен с платинена сертификация от RIAA. В албума взимат участие изпълнителите: Кание Уест, Дъ Уийкенд, Шийф Кийф, Йънг Тъг и други. През есента на 2016 г. е издаден вторият студиен албум, наречен Birds in the Trap Sing McKnight. Албума е приет позитивно от музикалните критици. Албумът дебютира на върха на Билборд 200 и за една седмица регистрира 53 000 цифрови продажби. В куплетите на песните от албума взимат участие изпълнителите Андре 3000, Кендрик Ламар, Кид Къди, Куаво и други. От 2017 г. Скот се среща с Кайли Дженър. На 22 септември 2017 г. се разбира, че двойката очаква първото си дете. На 1 февруари 2018 г. се ражда тяхната дъщеря – Сторми Уебстър.

## Музикална кариера

### 2009 – 2012: Начало на кариерата
На 16 години Травис започва да прави бийтове, и скоро започва сътрудничество със своя приятел Крис Холоуелм. През 2009 г. те издават своя първи миниалбум на МайСпейс. През 2010 г. заедно с рап певеца ОG Chess създават дуета The Classmates. Двамата успяват да издадат два пълноценни проекта: Buddy Rich и Cruis'n USA. Травис продуцира и двата проекта. През 2011 г. дуетът The Classmates се разпада заради лични разногласия и финансови спорове. След като завършва колежа, Скот се премества от Хюстън в Лос Анджелис. В Калифорния Травис помага на своя приятел Майк Уокс, който е собственик на хип-хоп портала ИлРуутс. После рапърът T.I. чува една от песните на Скот, Lights (So Sick), и го кани на прослушване в своето студио. Там T.I. записва куплет към песента на Травис Animal и го добавя.

### 2012 – 2014: Owl Pharaoh и Days Before Rodeo
Дебютният микстейп на Скот Owl Pharaoh изначално е трябвало да излезе в средата на 2012 г. По технически причини микстейпът не е издаден, но Травис уверява, че проектът ще се издаде в края на годината. С помощта на Кание Уест, Майк Дин и няколко други продуценти микстейпът е готов. Но сроковете за издаването му отново се променят. Този път проблеми възникват с оформлението на обложката. След това Скот пуска два сингъла – Blocka La Flame и Quintana. Вторият сингъл се съпровожда от музикален видеоклип.
На 27 март 2013 г. Травис е включен в ежегодния списък на най-забележителните рап новаци за годината, по мнение на списание ХXL. На 29 март след интервю с британския диджей DJ Semtex, Травис представя фрагмент от своя следващ сингъл с название Upper Echelon, записан съвместно с рапърите T.I. и 2Chainz. На 2 април 2013 г. Скот заявява, че неговият дебютен микстейп Owl Pharaoh ще бъде достъпен на 21 май 2013 г. в iTunes Store. Микстейпът е пуснат безплатно.
На 13 март 2014 г. на ежегодния фестивал „South by Southwest“, Скот заедно с Биг Сийн изпълнява новия си трак, който се предполага, че ще се казва 1975 и ще е част от първия студиен албум на Скот. После рапърът опровергава тезата, че сингълът ще се казва 1975, и потвърждава че композицията ще бъде включена във втория му микстейп Days Before Rodeo. На 5 май 2014 г. на официалната страница на рапъра в SoundCloud излиза пълната версия на новия сингъл, наречен Don't Play, записан съвместно с Биг Сийн и британската инди рок група The 1975.
В Туитър Скот анонсира своя първи тур – „The Rodeo“, в който ще вземат участие рапъра Йънг Тъг и продуцента Метро Буумин. The Rodeo Tour включва такива големи градове, като: Денвър, Хюстън, Чикаго, Детройт, Ню Йорк, Атланта, Филаделфия, Сан Диего, Лос Анджелис, Сан Франциско и Сиатъл. В качеството на поканени гости в различни градове заедно със Скот, излизат на сцената Кание Уест, Крис Браун, Уейл и Бърдман. Заради безумния маниер на Травис на провеждане на своите концерти, The Rodeo Tour е наречен един от най-дълбоките рап турове в историята.

### 2015 – 2016: Rodeo и Birds In The Trap Sing McKnight
Първият студиен албум на Травис Скот, наречен Rodeo, излиза на 4 септември 2015 г. В качеството си на гости в албума присъстват изпълнителите Мигос, Джуси Джей, Кание Уест, Дъ Уийкенд, Рае Сремърд, Шийф Кийф, Джъстин Бийбър, Йънг Тъг и Торо и Мой. Продуцентите на албума са Майк Дин, Кание Уест, Метро Буумин, самият Травис и други. Албумът има два основни сингъла: 3500, с участието на Future и 2Chainz, и Antidote. Последният става неговият най-успешен сингъл до момента, като заема 16-о място в Билборд Хот 100. Албумът Rodeo получава положителни отзиви от критиците. Също така заема 3-то място в Билборд 200 и първо в Billboard Top Rap Albums Chart.
На 8 февруари 2016 г. е обявено, че Травис става част от WANGSQUAD, кампания на американския дизайнер Александър Ван. В средата на август Скот анонсира, че в скоро време ще излезе неговият втори студиен албум Birds In The Trap Sing McKnight. След множество задържания на албума, в Туитър продуцентът Майк Дин заявява, че албума няма да излезе през август както е планирано изначално, а в началото на септември, тъй като все още не е завършил работата си върху техническия стадий на проекта. След толкова много задържания на 2 септември 2016 г. специално за Apple Music, Травис публикува своя втори студиен албум. В качеството си на гости в албума присъстват изпълнителите Кендрик Ламар, Кид Къди, Андре 3000 и много други. Албумът достига първото място в Билборд 200. На 12 септември същата година генералният директор на Universal Music Джоди Жерсон анонсира подписването на договор със Скот. На 5 декември списание Complex публикува списък с 50-те най-добри албума за 2016 г., където Birds In The Trap Sing McKnight заема 5-о място. Отбелязва се, че е видно влиянието на Уест над Травис, тъй като Уест е единственият, който може да координира толкова „готвачи в кухнята“ (преносен смисъл) за обезпечението на единна, целенасочена и плавна последователност от звучения. 

### 2017 – 2018:Cactus Jack Records,Huncho JackиAstroworld
Скот участва в All-Star Weekend на 16 февруари 2017 г. в Ню Орлиънс, Луизиана на Champion Square. Той също участва на фестивала BUKU Music + Art Project в Ню Орлиънс на 10 март 2017 г. На 5 март Скот обяви концертно турне, наречено „Birds Eye View“. На следващия ден датите и градовете за турнето са разкрити, като то започва на 10 март в Ню Орлиънс, Луизиана и приключва на 2 юни в Юджийн, Орегон. През същия месец Скот участва заедно с американския рапър Quevo от хип-хоп групата Migos в сингъла на канадския рапър Дрейк "Portland", от комерсиалния микстейп на Drake, More Life. Песента достигна номер девет в US Billboard Hot 100, превръщайки се в първата му песен в топ десет като представен изпълнител.  През март 2017 г. Скот обяви, че ще стартира неговия собствен лейбъл под името Cactus Jack Records.
На 3 април 2017 г. беше съобщено, че Скот работи върху съвместен студиен албум с Quavo, който потенциално ще бъде издаден по-късно през 2017 г. Говорейки пред GQ , той потвърди: „Албумът Quavo идва скоро. Пускам нова музика скоро. Но знаете как го правя: обичам изненадите. В допълнение към съвместния албум, Скот обяви своя трети студиен албум Astroworld, кръстен на несъществуващия едноименен тематичен парк в Хюстън, че е към завършване и най-вероятно ще бъде издаден през 2017 г. 
На 16 май 2017 г. Скот пусна три нови песни в SoundCloud, след като известно време дразнеше в социалните медии. Песните са наречени "A Man", "Green & Purple (с участието на Плейбой Карти)" и "Butterfly Effect". Последният също беше пуснат във всяка друга услуга за стрийминг като единствена песен. На 15 юни 2017 г. Скот обяви, че ще направи европейски етап от "Birds Eye View Tour". Европейският етап започна на 23 юни в Париж и завърши на 9 юли в Турку, Финландия. Този етап беше предимно фестивален сет или в по-малки клубове. Музикалното видео към „Butterfly Effect“ беше пуснато на 14 юли 2017 г. На 10 август 2017 г. Скот туитира „ALBUM MODE“, тъй като току-що беше завършил „DAMN.Кендрик Ламар , предната вечер. Този туит означава, че той сега работи върху албума си AstroWorld на пълен работен ден. На 27 август 2017 г. Скот участва с Thirty Seconds to Mars на 2017 MTV Video Music Awards на техния сингъл „Walk On Water“.
На 18 септември 2017 г. Куаво и Мигос направиха интервю, в което Куаво заяви, че албумът му със Скот ще излезе „много скоро“. Той също така заяви, че той и Скот имат над 20 готови записа. През октомври 2017 г. Скот беше включен в специално парче, озаглавено „Deserve“, от китайски роден канадски рапър Kris Wu. На 7 декември 2017 г. клип на Quavo, интервюиран от Zane Lowe, беше публикуван в официалния акаунт в Twitter за Beats 1. Когато го попитаха за заглавието на предстоящия им проект, той потвърди, че ще бъде Huncho Jack, Jack Huncho.
На 6 декември 2017 г. Скот беше включен в сингъла на американския рапър и певец Trippie Redd „Dark Knight Dummo“, водещият сингъл от дебютния студиен албум на последния, Life's a Trip. Песента достига 72 място в Billboard Hot 100. На 21 декември 2017 г. Скот и Куаво издават своя съвместен студиен албум, Huncho Jack, Jack Huncho, под името „Huncho Jack“, име, което идва от прякора на Куаво „Huncho“ и игра на първото име на Скот „Джак“. Албумът дебютира.  под издаването на Huncho Jack, Jack Huncho, Уебстър беше забелязан в студиото много по-често и Billboard насрочи очаквано издание за първото тримесечие на AstroWorld.  
На 4 май 2018 г., четири дни след 27-ия си рожден ден, Скот издаде сингъл, озаглавен „Watch“, с участието на американските рапъри Lil Uzi Vert и Кание Уест. Сингълът е издаден като рекламен материал за третия му студиен албум Astroworld. Astroworld беше издаден на 3 август 2018 г., за да получи одобрението на критиката  и дебютира под номер едно в Billboard 200.  „Sicko Mode“, вторият сингъл от албума, достигна номер едно в Billboard Hot 100, превръщайки се в най-високо класирания солов сингъл на Скот и първият му номер едно хит. В същия месец на представянето на албума, Скот обяви, че ще стартира Astroworld Festival, музикален фестивал със същото име като албума. Фестивалът се проведе на 17 ноември. На 2 ноември 2018 г. Скот беше включен в пет песни от дебютния студиен албум на Metro Boomin, Not All Heroes Wear Capes: „Overdue“, „Dreamcatcher“ (заедно със Swae Lee ) , „Up to Something“ (заедно с Young Thug ), „Only 1 (Interlude)“ и „No More“ (заедно с Kodak Black и 21 Savage ).

### 2019 – 2020:Виж мамо, мога да летя,JackBoysиThe Scotts
На 18 април 2019 г. Скот издаде сингъл със Сиза и The Weeknd за популярния сериал на HBO Game of Thrones. Тя е озаглавена „Силата е сила“ и е препратка към сцена, която се е случила в първия епизод на втория сезон на сериала.  Парчето е втората песен от албума със саундтрак на Game of Thrones, озаглавен For the Throne. На 23 май 2019 г. Скот беше включен заедно с J. Cole в сингъла на Young Thug, „The London“, който по-късно се появи като водещ сингъл в дебютния студиен албум на Thug, So Much Fun. На 28 август 2019 г. документалният филм на Скот, Look Mom I Can Fly, беше пуснат в Netflix. На 4 октомври 2019 г. Скот издава сингъл „Highest in the Room“, който дебютира и достига номер едно в Hot 100,  първата му песен, която дебютира на върха и втората му номер едно след "Sicko Mode" през 2018 г. Същия месец Скот участва и в ремикса на сингъла на Young Thug, "Hot" с Gunna, която също беше включена в оригиналната песен. По-късно песента беше добавена към луксозното издание на So Much Fun през декември същата година.
На 2 декември 2019 г. Скот обяви компилационен албум с членовете на своя лейбъл Cactus Jack, състоящ се от Дон Толивър, Шек Уес и продуцента Чейс Би, озаглавен JackBoys. На 24 декември Скот разкри датата на издаване на албума чрез Instagram. Албумът беше издаден на 27 декември 2019 г. и включваше ремикс на „Highest in the Room“ с участието на испанската певица Росалия и американския рапър Lil Baby, стихът на последния беше изтекъл месеци преди това. На същия ден Скот пусна музикалния видеоклип към „Gang Gang" изпълнена от Уес, с некредитирани вокали и епизодични изяви от Скот, Толивър и рапъра Luxury Tax 50. На 30 декември 2019 г. Скот пусна музикалния видеоклип към "Gatti", включващ Поп Смоук. През март 2020 г. Скот пусна музикалния видеоклип към „ Out West “, с участието на Young Thug. 
Скот изнесе пет виртуални шоута на живо във видеоиграта Fortnite Battle Royale от 23 до 25 април 2020 г. с визуализации, базирани на неговото турне Astroworld. Той получи повече от 27 милиона зрители и увеличи продажбите на продукти с марката Fortnite Cactus Jack, като екшън фигурки.  Представлението включваше и премиерата на новата му песен с Kid Cudi, който издаде песента „The Scotts“ като дуо под същото име. В допълнение към изпълнението, множество козметични артикули за аватари на играчи, базирани на Скот и концерта, бяха достъпни за закупуване от играчи на Fortnite Battle Royale. САЩ.  
На втората годишнина от третия си студиен албум Astroworld, Скот дразни, че работи по нов проект. На 22 август 2020 г. Скот издава сингъла „The Plan“, тематичната песен към филма на Кристофър Нолан Tenet. Той издаде сингъла „Franchise“ с участието на рапърите Young Thug и MIA на 25 септември 2020 г. Песента беше излъчена преди това по WAV радиото на Scott и Chase B, озаглавена „White Tee“.  Дебютира под номер едно в US Billboard Hot 100, а Скот става първият изпълнител в Историята на класациите на Billboard има три песни, които дебютират на първо място за по-малко от година. Ремикс с допълнителна функция от американския рапър Future беше пуснат на 7 октомври 2020 г.

### 2021 – настояще: Завръщане към изпълнениията иУтопия
От средата до края на 2020 г. Скот започна да дразни своя четвърти студиен албум Utopia. На 15 януари 2021 г. Скот пусна ремикс на „Goosebumps“ с продуцента HVME. След като отмени третия годишен Astroworld Fest поради пандемията от COVID-19, Скот обяви завръщането на фестивала през 2021 г. и го разшири до многодневен формат. На 30 април Скот си сътрудничи с Baby Keem върху песента „ Durag Activity“ от албума му The Melodic Blue. През юни Скот обяви сътрудничество между Diorи Cactus Jack за лятната мъжка колекция за 2022 г. На 28 август Скот беше включен в десетия студиен албум на Kanye West Donda в песента „ Praise God “ също с Baby Keem. На 3 септември Скот се появи в Drake's Certified Lover Boy с песента "Fair Trade", която достигна връх в топ 10 на Hot 100 под номер три. На 8 октомври Дон Толивър издава албум Life of a Don, който включва Скот в песни, озаглавени „Flocky Flocky“ и „You“. 
На 30 октомври 2021 г. Скот затвори ден 3 от Rolling Loud NYC. По време на сета той изпълни неиздаваната песен "Escape Plan" и превю на друга неиздавана песен от Utopia. През ноември 2021 г. той обяви нова музика, която ще бъде пусната на 5 ноември 2021 г.; смяташе се, че той ще издаде проект, според съобщенията, озаглавен Dystopia, но вместо това той издаде сингъл от две песни "ESCAPE PLAN / MAFIA". 
На 22 април 2022 г. Скот беше включен в първата си песен след вълнението на публиката на фестивала му Astroworld пред ноември 2021, „Hold That Heat“ заедно с Future и продуцента Southside. На 27 април 2022 г. фестивалът Primavera Sound обяви, че Скот е планирано да свири на техните фестивали, провеждани съответно в Буенос Айрес, Сантяго и Сао Пауло. На 15 май 2022 г. той участва на Billboard Music Awards 2022. Това изпълнение беше първото му изпълнение след трагедията на фестивала Astroworld през 2021 г. На 6 август 2022 г. Скот изнесе първото си самостоятелно шоу след трагедията на фестивала Astroworld в The O2 Arena в Лондон. През същия месец беше обявено също, че Скот ще започне резиденция в нощен клуб в Лас Вегас, озаглавена „Пътят към утопията“ през септември. На 2 декември Скот се появи във втория студиен албум на Metro Boomin Heroes & Villains в четири песни, включително „Raindrops (Insane)“, „Trance“ (заедно с Young Thug), „ Niagara Falls (Foot or 2) “ (заедно с 21 Savage), и "Lock on Me" (заедно с Future), както и фонови вокали в "Creepin' " (с The Weeknd и 21 Savage).
На 19 март 2023 г. Скот и диджей Калвин Харис се представиха в MDLBEAST в Джеда, в навечерието на Гран при на Саудитска Арабия. На 21 юли 2023 г. Скот издава водещия сингъл към Utopia , „K-pop “ с Бед Бъни и The Weeknd. На 28 юли Скот издава Utopia, състояща се от 19 песни и заедно с дебютния си режисьорски музикален филм Circus Maximus, за който той също е сценарист и в който участва. Utopia включва KayCyy, Teezo Touchdown , Bon Iver ,Sampha , Drake, Playboi Carti, Sheck Wes, Beyoncé , Rob49, 21 Savage, the Weeknd, Yung Lean , Young Thug, James Blake, Westside Gunn , Kid Cudi, Bad Bunny, Future и SZA.

## Дискография

### Студийни албуми
- Rodeo (2015)
- Birds In The Trap Sing McKnight (2016)
- Astroworld (2018)
- Utopia (2023)

### Колаборационни албуми
- Huncho Jack, Jack Huncho (с Куаво от Huncho Jack) (2017)

### Компилационни албуми
- JackBoys (с Cactus Jack Records) (2019)
- JackBoys 2 (с Cactus Jack Records) (2025)

### Микстейпове
- Owl Pharaoh (2013)
- Days Before Rodeo (2014)

### Колаборационни микстейпове
- B.A.P.E Mixtape (с The Classmates) (2009)
- Buddy Rich (с The Classmates) (2010)
- Cruis'n USA (with The Classmates) (2011)

### ЕP

#### Колаборационни EP
- The Graduates EP (с The Graduates) (2008)
- The Classmates (с The Classmates) (2011)